# Ушковичи
Ушковичи (укр. Ушковичі) — село в Перемышлянской городской общине Львовского района Львовской области Украины.
Население по переписи 2001 года составляло 555 человек. Занимает площадь 3.680 км². Почтовый индекс — 81240. Телефонный код — 3263.